# 陸奥守忠吉
陸奥守忠吉（むつのかみ ただよし）は、江戸時代の刀工。新刀最上作最上大業物。

## 来歴
肥前忠吉の三代目にあたる。万治三年陸奥大掾受領し、翌寛文元年陸奥守になる。刃紋は中直刃を焼く。初代忠吉に迫るよい出来の作品がある。現存する作品数は比較的少ない。